# باولينغ (نيويورك)
باولينغ (بالإنجليزية: Pawling (town), New York)‏ هي بلدة أمريكية تقع في الولايات المتحدة في نيويورك (ولاية). يقدر عدد سكانها بـ 8,463 نسمة .

## أعلام
- جون لوريمر وردن
- تشارلز إتش مارش
- كارولين كاثرين ألين